# Snapcase
Snapcase est un groupe américain de punk hardcore, originaire de Buffalo, dans l'État de New York. Snapcase a connu une évolution musicale similaire à celle de Refused : en tant que groupe ayant ses racines dans le punk hardcore, il a élargi son spectre. Les critiques ont reconnu dans leur dernier album régulier End Transmission des influences de Tool ou d'At the Drive-In. Le groupe lui-même a cité Refused, Quicksand, Fugazi et Deftones comme modèles ou influences.

## Histoire
Snapcase est formé en 1991. Un an plus tard, ils publiaient leur premier album, Comatose. En 1993, ils enregistrent un premier album, Lookinglasself, qui est publié après la signature d'un contrat avec Victory Records (qui publia également tous les autres albums) en 1993. Six des neuf titres de cet album sont produits par Don Fury, un producteur de New York, qui a également enregistré des albums de Quicksand, Youth of Today, Agnostic Front et Gorilla Biscuits, entre autres. Jusqu'en février 1994, environ 30 000 exemplaires de l'album sont vendues.
Pour le deuxième album, Progression through Unlearning, la production est assurée par Steve Evetts (The Cure, The Dillinger Escape Plan, Sepultura), tout comme pour Designs for Automotion (2000). Entre-temps, un split-single sort avec boysetsfire, contenant trois morceaux composés en commun par les deux groupes ainsi que la reprise de Truth Hits Everybody de The Police. L'album est enregistré et mixé en deux semaines avec le producteur Steve Evetts à Trax East, dans le New Jersey. Le guitariste Jon Salemi enregistre l'album avec la varicelle et note que l'enregistrement de l'album était « très, très rapide ». L'album est publié en avril 1997.
Après un changement de batteur, Snapcase sort encore deux albums : End Transmission (enregistré avec Brian McTernan, le producteur attitré de Hot Water Music, Thrice et Texas Is the Reason) et Bright Flashes, sur lequel se trouvaient des morceaux qui avaient été composés pendant l'enregistrement de End Transmission, mais qui n'y avaient pas trouvé leur place. On y trouve également trois nouvelles versions de chansons de End Transmission ainsi que des reprises de morceaux de Helmet, Devo et Jane's Addiction.
Snapcase a joué plusieurs fois le Warped Tour et parti en tournée avec les Deftones et Papa Roach, entre autres. Le groupe donne son dernier concert le 22 janvier 2005 à Buffalo.
En avril 2010, Snapcase prévoit de revenir en Allemagne pour quelques spectacles, mais reporte la tournée en raison de l'interdiction des vols. Les concerts sont rattrapés du 30 juin au 5 juillet 2010, entre autres au Devil Side Festival à Essen. Le groupe ne se prononce pas sur l'éventualité d'une réunion permanente. Le 12 juin 2012, Snapcase annonce avoir réservé un concert le 14 septembre à l'Outer Harbor à Buffalo, New York, avec Dropkick Murphys.
En janvier 2018, Snapcase sort ce qu'il déclare être sa première nouvelle chanson depuis 16 ans, tout en annonçant du nouveau matériel.

## Discographie
- 1992 : Comatose (vinyle)
- 1993 : Lookinglasself
- 1995 : Steps (EP)
- 1996 : The California Takeover LIVE (split-CD avec Strife et Earth Crisis)
- 1997 : Progression through Unlearning
- 1999 : Snapcase vs. boysetsfire (split-EP)
- 2000 : Designs for Automotion
- 2002 : End Transmission
- 2003 : Bright Flashes